# つくば市立九重小学校
つくば市立九重小学校（つくばしりつ ここのえしょうがっこう）は、茨城県つくば市上ノ室にある公立小学校。

## 概要
筑波研究学園都市の東部に位置する。小中一貫校（連携型）、桜学園の一つである。

## 沿革[2]
- 1872年（明治5年）上ノ室と妻木の寺院で授業開始
- 1891年（明治24年）上ノ室妻木尋常小学校となる
- 1909年（明治42年）上ノ室尋常小学校となる
- 1910年（明治43年）上ノ室尋常高等小学校となる
- 1911年（明治44年）九重尋常高等小学校となり、 11月1日に現在地に木造校舎を設立し、この日を創立記念日とした
- 1941年（昭和16年）九重国民学校になる
- 1947年（昭和22年）九重村立九重小学校になる
- 1955年（昭和30年）桜村立九重小学校となる
- 1963年（昭和38年）校旗、校章、校歌を制定
- 1971年（昭和46年）鉄筋コンクリート2階建校舎新築完成(旧校舎)
- 1974年（昭和49年）体育館新築完成
- 1978年（昭和53年）鉄筋コンクリート増築校舎完成(新校舎)
- 1982年（昭和52年）家庭科室新築完成
- 1987年（昭和62年）つくば市立九重小学校になる
- 1988年（昭和63年）コンピューター室完成
- 1993年（平成5年）旧校舎大改装完成
- 1997年（平成9年）プール改修工事
- 2001年（平成13年）市教委・市教研指定研究発表
- 2004年（平成16年）校庭全面芝生化
- 2011年（平成23年）9月17日 九重小創立100周年事業「九重まつり」実施

## 学区
上ノ室、花室（花園以西を除く）、東岡、妻木、柴崎（小太郎団地を除く）。